# The Alex Salmond Show

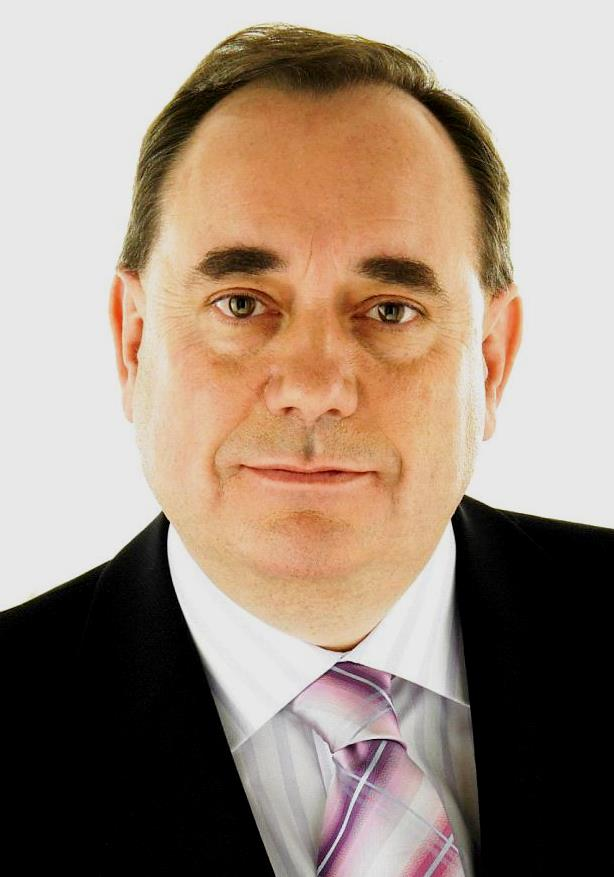
Alex Salmond

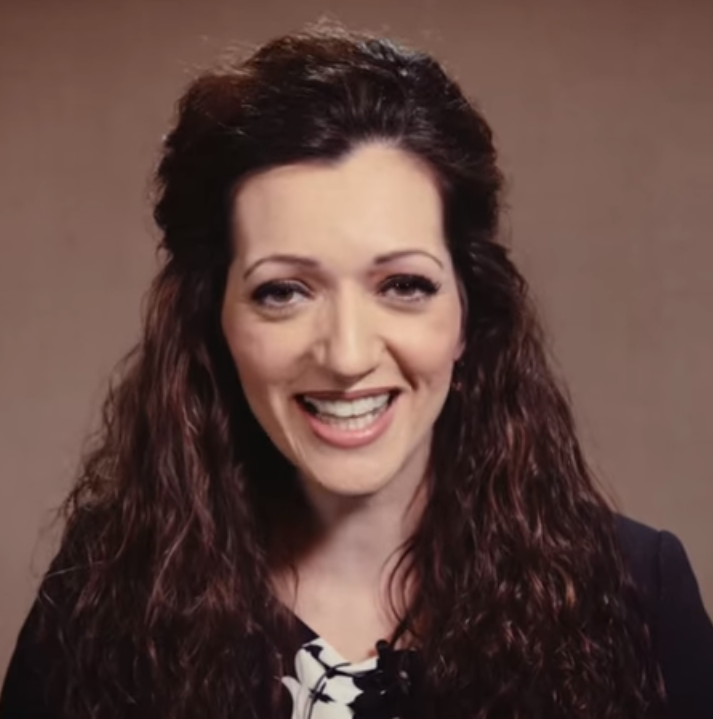
Tasmina Ahmed-Sheikh

The Alex Salmond Show war eine seit November 2017 wöchentlich jeweils donnerstags im britischen Fernsehen bei RT UK ausgestrahlte politische Talkshow. Namensgeber und Hauptmoderator war Alex Salmond, von 2007 bis 2014 Regierungschef von Schottland. 
Am Morgen des 24. Februar 2022 begannen russische Streitkräfte auf Befehl von Staatspräsident Putin den völkerrechtswidrigen russischen Überfall auf die Ukraine. An diesem Tag wurde the Alex Salmond Show nach über 200 Folgen zum letzten Mal ausgestrahlt. Salmond starb im Oktober 2024 kurz vor seinem 70. Geburtstag plötzlich.

## Format
Die Reihe erhebt den Anspruch, politische Themen auch aus anderen Blickwinkeln als die von Regierung und Parlament in London zu beleuchten. Regelmäßig kommen Vertreter aus den Landesteilen Schottland, Nordirland und Wales und aus der Republik Irland zu Wort.
Neben Salmond war als Co-Moderatorin auch Tasmina Ahmed-Sheikh zu sehen; sie fungierte gleichzeitig als Editorin und war oder ist Haupteigentümerin von Slainte Media, dem die Reihe produzierenden Unternehmen. 
Salmond starb im Oktober 2024, kurz vor seinem 70. Geburtstag. Er hatte im März 2021 die Alba Party gegründet. Ahmed-Sheikh war ebenfalls in der Alba Party aktiv. Beide befürworteten eine Unabhängigkeit Schottlands.

## Kritik
Die Times warf Salmond vor, er helfe mit, die Verbrechen des Putin-Regimes weißzuwaschen. Nicola Sturgeon, Salmonds Nachfolgerin als Regierungschefin Schottlands, kritisierte ebenfalls die Wahl von RT UK, der nationalen Tochtergesellschaft des russischen Auslandssenders RT. Sie selbst hätte sich für einen anderen Fernsehsender entschieden und ihm das gleiche empfohlen, wenn er sie gefragt hätte. Salmond sagte zu seiner Verteidigung, in den vergangenen ein bis zwei Jahren seien rund 50 Parlamentsabgeordnete in RT-Sendungen aufgetreten. Er bat darum, das Publikum möge sich selbst ein Bild machen. Sollte es sich herausstellen, dass er Propaganda zugunsten Russlands betriebe, so dürfe man ihn 'in der Luft zerreißen'.
Nachdem im März 2018 auf Sergei Skripal und seine Tochter im südenglischen Salisbury ein Giftanschlag verübt worden war und dafür russische Agenten verantwortlich gemacht wurden, kam erneut Kritik an Salmonds Show-Auftritten auf. Salmond behauptete, er könne unabhängig agieren und erhielte keine Anweisungen vom Putin-Regime. Den Giftanschlag verurteilte er als „abscheuliches Verbrechen“.